# لوکاش ماگرا
لوکاش ماگرا (چکی: Lukáš Magera؛ زادهٔ ۱۷ ژانویهٔ ۱۹۸۳) بازیکن فوتبال اهل جمهوری چک است.
از باشگاه‌هایی که در آن بازی کرده‌است می‌توان به باشگاه فوتبال سوئیندون تاون، باشگاه فوتبال ملادا بولسلاف، و باشگاه فوتبال بانیک استراوا اشاره کرد.
وی همچنین در تیم‌های ملی فوتبال زیر ۲۱ سال جمهوری چک و جمهوری چک بازی کرده‌است.